# Enoplus marinus
Enoplus marinus är en rundmaskart som först beskrevs av Joseph Leidy 1855.  Enoplus marinus ingår i släktet Enoplus och familjen Enoplidae. Inga underarter finns listade i Catalogue of Life.